# ناديا بتروفا
ناديا بتروفا (بالروسية: Надежда Викторовна Петрова)‏ (ولدت في 8 يونيو 1982 في موسكو، الاتحاد السوفياتي) لاعبة تنس روسية محترفة.بصورة شاملة، فازت بـ27 بطولة نسائية، 9 بطولات في المسابقات الفردية و18 بطولة في المسابقات الزوجية. وفي المسابقات الفردية وصلت بتروفا إلى المركز الثالث على مستوى العالم في مايو 2006 ووصلت إلى نصف النهائي في بطولة فرنسا المفتوحة في 2003 و 2005. وفي المسابقات الزوجية، فازت ببطولة سوني اريكسون في 2004 مع ميغان شونيسي. اعتبارا من 24 مايو 2010 ،بتروفا في التصنيف العالمي رقم 20 في الفردي و9 في الزوجي.

## روابط إضافية
- Petrova's Official Site
- Nadia-Petrova-Fansite (English and German)
- على موقع رابطة محترفات كرة المضرب

## روابط خارجية
- ناديا بتروفا على موقع رابطة محترفات التنس (الإنجليزية)
- ناديا بتروفا على موقع الاتحاد الدولي لكرة المضرب (الإنجليزية)
- ناديا بتروفا على موقع كأس بيلي جين كينغ (الإنجليزية)
- ناديا بتروفا على موقع خلاصة التنس.كوم (الإنجليزية)
- ناديا بتروفا على موقع إي إس بي إن.كوم (الإنجليزية)
- ناديا بتروفا على موقع أوليمبيديا (الإنجليزية)